# سیارک ۹۶۶۷
سیارک ۹۶۶۷ (به انگلیسی: 9667 Amastrinc، نامگذاری:1997HC16) نه هزار و ششصد و شصت و هفتمین سیارک کشف شده‌است که در ۲۹ آوریل ۱۹۹۷ کشف شد.
قدر مطلق سیارک برابر ۲۴.۵ است.